# Carnac Island (ö i Australien)
Carnac Island är en ö i Australien. Den ligger i kommunen City of Cockburn och delstaten Western Australia, omkring 26 kilometer sydväst om delstatshuvudstaden Perth. Arean är 0,21 kvadratkilometer. Den sträcker sig 0,6 kilometer i nord-sydlig riktning, och 0,5 kilometer i öst-västlig riktning.
Runt Carnac Island är det tätbefolkat, med 383 invånare per kvadratkilometer. Genomsnittlig årsnederbörd är 1 018 millimeter. Den regnigaste månaden är maj, med i genomsnitt 176 mm nederbörd, och den torraste är februari, med 9 mm nederbörd.